# Регистан (Самарканд)
Регистан (на узбекски: Registon), означаващо „място покрито с пясък“ е площад в центъра на Самарканд. Това наименование се използва за главните площади на градовете от Средния изток. Площадът в Самарканд е най-известният от тях. На него се наират едни от най-известните образци на ислямската архитектура или по-точно архитектурата на Тимуридите, а именно Медресе Улуг Бег (1417-1420), Медресе Шер Дор (1619-1636) и Медресе Тила Кари (1646 – 1660). През 2001 площадът с всички сгради са обявени за част от световното културно наследство.

## Медресе Улуг Бег
Медресето Улуг Бег е най-старото медресе на площад Регистан в Самарканд и е изградено от 1417 до 1420 г. от учения астраном и Улуг Бег. Изграждането на медресето и по-късно на обсерваторията на Улуг Бег допринася за създаването на славата на Самарканд като един от главните центрове на наука в средновековния Изток. Медресето Улуг Бег е обърнато с величествен портал и удължена островърха арка към площада. В ъглите има високи симетрични минарета. Над дъгата на входа има изработен мозаечен панел с геометричен орнамент. В квадратния двор се намира джамия, учебни стаи и жилищни стаи, в които в миналото са живели студентите. Медресето Улуг Бег в миналото представлява един от най-реномираните университети в целия мюсюлмански свят през 15 век. Известният учен, философ и поет Джами Абдурахман Нурадин ибн Ахмад се е учил тук. Улуг Бег е преподавал в медресето.
Медресето е построено в западната част на площада, а няколко години по-късно е построено текето (ханака) на Улуг Бег. От северната страна е построен кервансарай. Тези две сгради престояват там около 200 години, а след това на тяхно място са построени две медресета.

## Медресе Шер Дор
Медресето Шер Дор е построено през 17 век на мястото на текето на Улуг Бег, което по това време става негодно за използване. Медресето огледално повтаря макар и с променени пропорции медресето на Улуг Бег.

## Медресе Тила Кари
Медресето Тила Кари (или Тила Кори) е построено десет години след медресето Шер Дор на мястото на кервансарая от 1420 г. Главната фасада на квадратното здание е симетрична с фронтално разположени двуетажни крила с ниши оформени с арки и ъглово разположени кули.

## Галерея
- Медресе Улуг Бег
- Медресе Шер Дор
- Медресе Тила Кори
- Дворът на медресето Улуг Бег
- Тигърът върху медресето Шер Дор
- Медресето Тила Кари през края на 19-и и началото на 20 век